# شماره یک میدان رصدخانه
شماره یک میدان رصدخانه محل اقامت رسمی معاون رئیس‌جمهور ایالات متحده است. این خانه که در شمال شرقی رصدخانه نیروی دریایی ایالات متحده در واشینگتن دی سی واقع شده‌است، در سال ۱۸۹۳ برای ناظر آن ساخته شد. رئیس عملیات دریایی (CNO) این خانه را چنان دوست داشت که در سال ۱۹۲۳ آن را برای خود تصاحب کرد. این خانه تا سال ۱۹۷۴ محل اقامت CNO باقی ماند، و در این زمان کنگره اجازه تبدیل آن به یک محل اقامت رسمی برای معاون رئیس‌جمهور را اگرچه به صورت موقت داد. در واقع، طبق قانون، این خانه هنوز «اقامتگاه رسمی موقت معاون رئیس جمهور ایالات متحده» است. مجوز ۱۹۷۴ کنگره هزینه نوسازی و مبلمان منزل را تأمین کرد.

## نگارخانه

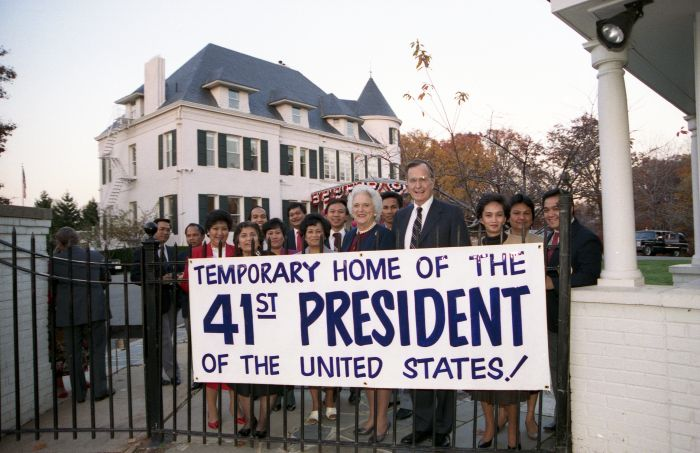
معاون رئیس جمهور جرج اچ. دابلیو. بوش و بانوی دوم باربارا بوش پس از انتخاب وی به عنوان رئیس جمهور
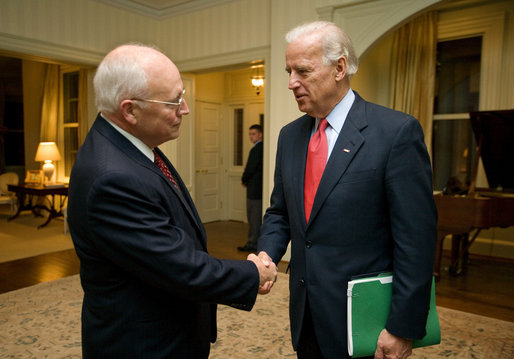
دیدار دیک چینی معاون رئیس جمهور با جو بایدن معاون رئیس جمهور در ۱۳ نوامبر ۲۰۰۸
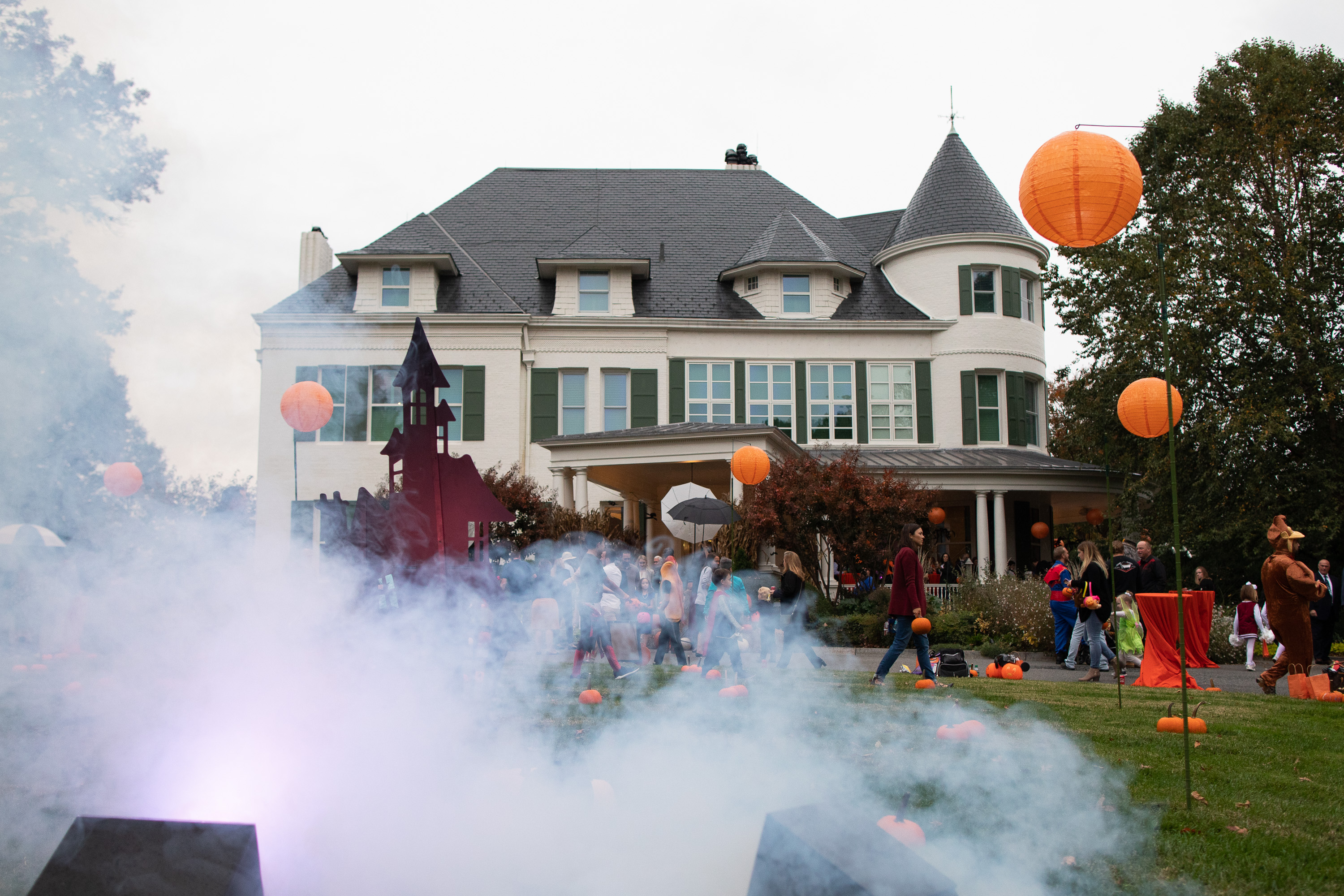
جشن‌های هالووین در زمان تصدی معاون رئیس جمهور مایک پنس در سال ۲۰۱۹